# Золотомох болотяний
Золотомох болотяний (Campyliadelphus elodes) — вид мохів порядку гіпнобрієвих (Hypnales).

## Поширення
Ареал охоплює такі частини світу: Європа.